# Подольська Наталія Юріївна (співачка)
Наталя Юріївна Подольська (біл. Наталля Юр’еўна Падольская; нар. 20 травня 1982, Могильов, Білоруська РСР) — білоруська і російська попспівачка, учасниця «Фабрики зірок-5», яка представляла Росію на конкурсі пісні «Євробачення—2005» і вона виконала пісенні хіт: «Пізно» та «Nobody Hurt No One». 
Підтримує путінський режим та війну Росії проти України. Фігурант бази даних центру «Миротворець».

## Життєпис
Народилася 20 травня 1982 року в Могильові.
Батько — Юрій Олексійович, юрист. Мати — Ніна Антонівна, директор виставкового залу. У неї є сестра-близнючка Юліана, старша сестра Тетяна і молодший брат Андрій.
У 9 років вступила до театру-студії «Веселка». Почала співати в «Студії W» Могильовського ліцею музики і хореографії. Виграла, будучи підлітком, гран-прі телевізійного конкурсу молодих виконавців «Зорная ростань» (Білорусія), міжнародного фестивалю духовної музики «Магутны Божа» (Могильов) і «Goldenfest» (Польща). З 1999 по 2004 рік Наталія Подольська вивчала право в Білоруському інституті правознавства, закінчила його з червоним дипломом. У 2002—2003 роках стала фіналісткою на Білоруському національному телевізійному фестивалі «На перехрестях Європи».
У 2002 році переїхала до Москви і вступила на вокальне відділення Московського інституту сучасного мистецтва, де уроки співочої майстерності їй викладала Тамара Міансарова. Стала відомою у 2002 році, після участі у музичному фестивалі «Слов'янський базар» у Вітебську. У тому ж році, в Празі, на міжнародному фестивалі «Universetalent Prague 2002» перемогла в номінаціях «Найкраща пісня» і «Найкращий співак».
У березні 2004 року Подольська брала участь у відбірковому турі на «Євробачення-2004» від Білорусії. 2004 року, пройшовши кастинг, потрапила в проект «Першого каналу» «Фабрика зірок-5».
17 грудня 2004 року вийшов дебютний альбом Наталії Подольської «Пізно». До диску увійшли 13 композицій, написаних Віктором Дробишем, Оленою Стюф, Ігорем Камінським та Артуром Байдо.
Пісня «Пізно» стала хітом, довго перебувала в п'ятірці найпопулярніших композицій за версією хіт-параду Першого каналу «Золотий грамофон». 20 грудня відбувся фінальний концерт «Фабрики зірок-5» у СК «Олімпійський». За підсумками глядацького голосування Наталія Подольська зайняла 3-е місце.

### Євробачення 2005
У лютому 2005 року пройшов російський національний відбір на конкурс пісні «Євробачення». Наталя перемогла у фіналі відбору і представляла Росію з піснею «Nobody Hurt No One» на конкурсі «Євробачення-2005» у Києві. У травні, в рамках підготовки до участі в конкурсі «Євробачення», Наталія Подольська брала участь у промотурі такими країнами: Греція, Бельгія, Хорватія, Болгарія, Молдова, Україна, Білорусь. Менеджмент співачки випустив сингл «Nobody Hurt No One», в якому містилося 4 версії треку (євроверсія, радіоверсія та 2 ремікси) + бонус трек «Пізно». 21 травня в Києві пройшов фінал конкурсу «Євробачення 2005». Наталія Подольська виступила під номером 20. За результатами голосування вона посіла 15-е місце.
Подольська розповідала, що дуже болісно переживала свою поразку. «Те, що відбувалося після виступу, я практично не пам'ятаю. У мене сильно калатало серце, я була в стані афекту. Якби в той момент вбила людину, мені б це точно зійшло з рук», — говорила вона. 15-е місце стало для співачки «повною несподіванкою і особистим фіаско», але разом з тим — і корисним уроком, який багато чому її навчив.

### Після «Євробачення»
Молода композитор і поет Наталія Павлова пише пісні для Наталії Подольської. У 2005 році на «Русском радио» прозвучала пісня Наталії Подольської «Одна», а пізніше на цю пісню був знятий кліп. На початку 2006 року кліп був показаний музичними каналами, а також потрапив в ротацію на телеканалі MTV. «Одна» досягає першого місця в хіт-параді MTV «SMS-чарт».
Наталія Подольська гастролює містами Росії, виконує нові пісні, такі як «Вимкни світло», «Перегоріла, перелітала», «Вервечки днів», «Від землі до небес». У березні 2006 року на «Русском радио» з'являється ще одна пісня співачки «Запали у небі вогонь». Приспів пісні нагадує по стилю «Nobody Hurt No one». На «Русском Радио Білорусії» пісня потрапляє до трійки найкращих. Над відеокліпом працювали тріо Fresh Art. Вони стали не тільки стилістами, але і режисерами. З піснею «Запали у небі вогонь» Подольська виступає на фестивалі Першого каналу «Нові пісні про головне».
В особистому житті співачки відбуваються зміни. Вона починає зустрічатися зі співаком Володимиром Пресняковим, а також бере участь у різних проектах. Одним з таких стала нова телепередача «Дитина-робот» на телеканалі ТНТ. У тому ж році знову бере участь у програмі «Повний контакт: покоління next проти зірок 90-х», де змагається з Альоною Апіною. На зйомках Наталія Подольська виконала нову пісню «Чи був ти коли-небудь». 13 грудня 2006 року в «Рол Холі» відбувалася зйомка «Битви року. Повний контакт», де Подольська виконала пісню «Одна» і дует з Володимиром Пресняковим «Стіна».
Пробувала Наталія Подольська себе також і як модель. На підсумковому фестивалі «Нові пісні про головне 2006» Подольська виконує нову пісню «Чи був ти коли-небудь».
11 березня 2007 року на інтернет-порталі TopHit з'явилася нова пісня Подольської «Мій мужик». Вона виконувала її на різних концертах (таких як «Нові пісні про головне», «5 зірок», «Нова хвиля») як сольно, так і в дуеті з Володимиром Пресняковим. 2 березня виступала в «Лужниках» у концертній програмі MTV «Бабин бунт» з піснею «Одна» і номером «Freedom» спільно зі співачкою Сашею і Анастасією Стоцькою. На конкурсі «Нова хвиля» Подольська в дуеті з Пресняковим виконала пісню «Мій мужик». Ця ж пісня стала лауреатом «Нових пісень про головне 2007». 6 вересня вийшла пісня «Жар-птиця», яка була записана у Фінляндії. Створили пісню композитор Сергій Арістов та поет Ольга Коротнікова. Пісня потрапила в ротацію «Русского радио» та інших радіостанцій. У середньому трек пролунав в ефірах понад 58 тисяч разів. Продюсером співачки було прийнято рішення зняти кліп на пісню «Жар-птиця». 8 листопада відбулися зйомки кліпу. Режисером став Марат Адельшін. Відео вийшло на екрани наприкінці 2007 — на початку 2008 року. У 2008 році Наталя отримала громадянство Російської Федерації.
Подольська і Пресняков з Леонідом Агутіним та Анжелікою Варум спільно виконали пісню «Бути частиною твого». Вперше пісня прозвучала на конкурсі «Нова хвиля>». Квартетна композиція ротувалась на радіостанціях. Кілька тижнів протрималася в хіт-парад Російського радіо «Золотий грамофон», а також стала лауреатом «Пісні року 2008». Віктор Дробиш написав для Подольської і Преснякова пісню «Ти зі мною» на слова Шахматової. Втім, композиція не отримала широкої ротації на радіо, але її можна було почути зрідка на «Радіо Маяк» і «Радіо Дача». Кліп на цю пісню потрапив в ротацію на «МузТВ», MTV, Music Box, «Музика Першого», RU.TV та інші музичні телеканали. Пісня стає лауреатом «Пісні року 2009».
26 серпня на TopHit відбулася прем'єра пісні «Любов-наркотик». Музику і слова написав О. Попков. Пісня потрапила в ротацію на радіостанції «Радіо Дача», «Радіо Алла», «Радіо Маяк», «Перше Музичне» і «Гумор ФМ» та телебаченні.

### З 2010 року
У березні 2010 року закінчився термін контракту Подольською з продюсерським центром Віктора Дробиша «Національна музична корпорація», після чого співачка стала «самостійною творчою одиницею». Наслідком закінчення контракту з'явилася можливість сценічних експериментів: у Мінську в 2010 році Подольська і Пресняков дали спільний концерт з Леонідом Агутіним та Анжелікою Варум.
Першою самостійною роботою став новий трек, записаний спільно з ізраїльськими діджеями Noel Gitman, — «let's Go». Наталія Подольська вперше виконала музику у стилі progressive trance. У 2010 році на фестивалі «Слов'янський базар» у Вітебську Подольська виступила з піснею «Гордість», слова і музику до якої написала Віка «Яша» Дайнеко — дочка Валерія Дайнеко з «Білоруських піснярів». Була випущена танцювальне аранжування пісні для ротації на танцювальних радіостанціях, яке допоміг зробити DJ Ruslan Nigmatulin. Наприкінці серпня відбулися зйомки кліпу на пісню «Гордість», у них взяла участь сестра-близнючка співачки — Юлія. Презентація цього кліпу відбулася в клубі «Хмари». Кліп потрапив в ротацію на канал Russian MusicBox, а трохи пізніше став транслюватися на Музиці Першого, МузТВ, MTV.
На конкурсі молодих виконавців у Юрмалі «Нова хвиля» Наталія Подольська заспівала в дуеті зі співачкою Анжелікою Варум «День знову згас». Вона стала лауреатом фестивалю «Пісня року 2010». У 2011 році Наталія взяла участь у проекті «Фабрика зірок. Повернення», де змагаються випускники «Фабрики зірок» різних років, у складі команди продюсера Віктора Дробиша.
Пісню «Дощ» для Подольської і Преснякова написав Сергій Трофимов. Прем'єра пісні відбулася в березні 2011 року на концерті Ігоря Ніколаєва та Юлії Проскурякової «Одна надія на любов». Пісня сім тижнів протрималася в «Радіочарті» хіт-параду Червона зірка. Пісня також потрапила до зведеного радіочарту за підсумком вересня, жовтня і листопада. Дуетна композиція «Дощ» стала лауреатом фестивалю «Пісня року 2011».
22 грудня на порталі TopHit.Ru з'явилася нова пісня Наталії Подольської «Зима». Режисером кліпу виступив фотограф Володимир Широков.
7 березня 2012 року на радіостанції «Перше популярне» з'явився новий трек Подольської — «Інтуїція», автором якого став Єгор Солодовніков. Пісня з'явилася в ефірі інших радіостанцій: «Радіо Дача», RU.FM, «Міліцейська хвиля», Love Radio. Кліп на цю композицію зняв Сергій Ткаченко. В Параді «Музика першого» кліп досягає високих рядків, як і в TOP 10 на Мьюзікбокс і «10 дівчат» на RU.TV.  Кліп знаходився в гарячій ротації протягом всього літнього сезону і початку осіннього.
В кінці червня 2012 року у ЗМІ з'явилася інформація про те, що восени вийде нова композиція під назвою «Нехай говорять», також написана Єгором Солодовніковим, а потім і кліп на неї. Пісня стартувала 17 серпня на «Першому популярному радіо». 17 жовтня Наталія Подольська виступає в Китаї, де разом з представниками російської естради бере участь у заході «Дні культури Росії в Китаї». Крім виконання російських пісень на фестивалі, Наталя стала також ведучою цього заходу.
У середині листопада в інтернеті з'явилась офіційна версія відеокліпу «Зима», знятого ще в січні. Кліп через пару тижнів набирав понад 400 тисяч переглядів. 4 грудня на телеканалі RU.TV у програмі «Стіл замовлень» Подольська представила це відео, а також повідомила, що в 2013 році планує випустити альбом.
У січні 2013 року вийшов альбом DJ Smash «Новий світ», заголовною композицією якого стала дуетна робота з Подольською. Незабаром в ЗМІ з'явилася інформація, що трек «Новий світ» стане головною композицією до фільму «12 місяців», який вийде в прокат в кінці квітня 2013 року. У лютому трек був трохи змінений й перезаписаний спеціально до фільму. 29 березня на інтернет-каналі ELLO відбулась прем'єра кліпу на нову версію цієї пісні. В кінці лютого Наталія Подольська представила новий офіційний сайт. На початку квітня на ньому з'явилася інформація про те, що співачка разом з Пресняковим у травні презентували нову пісню «Кіѕѕлород», а 19-21 квітня в Києві відбулися зйомки кліпу, режисером якого виступив Алан Бадоєв. На екрани музичних телеканалів кліп вийшов в кінці травня.
12 вересня 2013 року відбувся сольний концерт Подольської в московському клубі «Альма-Матер», де вона представила нову пісню з альбому «Сердечко». 15 жовтня 2013 року випустила другий альбом під назвою «Інтуїція». Альбом записаний в змішаної стилістики — він поєднав у собі поп-музику, поп-рок та балади. До трек-листу увійшли 14 пісень, в тому числі «Інтуїція», «Кіѕѕлород», «Зима», «День знову згасло», «Жар-птиця» і «Новий світ».
З 2 березня по 8 червня 2014 року брала участь у проекті «Першого каналу» «Точь-в-точь», де посіла 3-е місце. Навесні 2014 року випустила пісню «Реальна любов». Восени представила пісню «Там далеко», а 14 листопада відбувся великий концерт Подольської і Преснякова в «Крокус Сіті Холі» у Москві. В січні 2015 року пройшли зйомки нового відео на пісню «Там далеко», режисером виступив С. Ткаченко. Подольська повернулася на сцену після народження сина. Також була представлена нова композиція «Я все пам'ятаю» в дуеті з Володимиром Пресняковим. Восени 2015 року був знятий кліп на пісню.

### Особисте життя
5 червня 2010 року Наталія Подольська вийшла заміж за співака Володимира Преснякова-молодшого. Вони познайомилися на зйомках програми «Великі перегони» в 2005 році.  Церемонія вінчання проходила в столичному храмі Святих безсрібників Косми й Даміана на Маросейці. «Медовий місяць» у Таїланді, про який писала преса, за твердженням співачки, був придуманий журналістами.
В кінці січня 2015 року стало відомо, що вони очікують появи на світ свого первістка в кінці весни — початку літа. 5 червня Наталія Подольська народила сина Артемія. 19 липня того ж року батьки охрестили хлопчика в московському храмі святих безсрібників Косми і Даміана на Маросейці.

## Нагороди
| Рік  | Премія                                       | Нагорода         | Номінація      | Пісня                                            |
| ---- | -------------------------------------------- | ---------------- | -------------- | ------------------------------------------------ |
| 2002 | Слов'янський базар у Вітебську               | Перемога         |                |                                                  |
| 2002 | Universetalent Prague 2002                   | Найкращий співак | Найкраща пісня |                                                  |
| 2004 | Фабрика зірок — 5                            | 3-тє місце       |                |                                                  |
| 2004 | Золотий грамофон                             | Перемога         |                | «Пізно»                                          |
| 2005 | MTV RMA 2005                                 | Найкращий дебют  | Номінація      | «Пізно»                                          |
| 2008 | Пісня року                                   | Лауреат          |                | «Бути частиною твого» (Варум, Агутін, Пресняков) |
| 2009 | Пісня року                                   | Лауреат          |                | «Ти зі мною» (В. Пресняков)                      |
| 2010 | Пісня року                                   | Лауреат          |                | «День знову згас» (А.Варум)                      |
| 2011 | Пісня року                                   | Лауреат          |                | «Дощ» (В.Пресняков)                              |
| 2013 | Пісня року                                   | Лауреат          |                | «Кисень» (В.Пресняков)                           |
| 2014 | IV Російська музична премія телеканалу RU.TV | -                | Номінація      | «Кисень» (Пресняков)                             |
| 2015 | Золотий грамофон                             | Перемога         |                | «Кисень» (Пресняков)                             |

## Дискографія
- 2004 рік — «Пізно»
- 2013 рік — «Інтуїція»

## Кліпи
| Рік  | Назва кліпа                       | Режисер                             | Зйомки |
| ---- | --------------------------------- | ----------------------------------- | --- |
| 2005 | Nobody Hurt No One                | Игорь Бурлофф                       | Кліп знімався в столиці Фінляндії Гельсінкі, в знаменитому клубі Tavastia. «Nobody Hurt No One» — дебютний відеокліп Наталії Подольської. Музику до цієї пісні написав Віктор Дробиш. |
| 2005 | Птица вольная (Одна)              | Максим Рожков                       | Оператор клупу — Едуард Мошкович. Ротація кліпа пачалась в 2006 році. |
| 2006 | Зажги в небе огонь (Она)          | Тріо Fresh Art                      | Кліп знімався в кінці травня 2006 року на заводеі АЗЛК «ЗІЛ». |
| 2007 | Жар-птица                         | Марат Адельшін                      | Зйомки відбулося 8 листопада 2007 року |
| 2008 | Ты со мной (ft. В. Пресняков)     | Олександр Солоха                    | Кліп був знятий в Москві 4 грудня 2008 року. |
| 2010 | Гордость                          | Ольга Городецька                    | Кліп знято в серпні 2010 року. У кліпі знялася сестра Наталії Юліана. |
| 2012 | Зима                              | Володимир Широков                   | Кліп знято в середині січня 2012 року. |
| 2012 | Інтуїція                          | Сергій Ткаченко                     | Зйомки кліпу пройшли в Парижі 24 березня 2012 року. На екрани відео вийшло в кінці квітня.                                                                                            |
| 2013 | Новий світ (ft. DJ Smash)         | Дмитро Самохвалов, Олександр Баршак | Пісня «Новий світ» входить до саундтрек до фільму «12 місяців». Кліп складається з кадрів з запису треку в студії і кадрів самого фільму.                                             |
| 2013 | Kissлород (ft. В. Пресняков)      | Алан Бадоєв                         | Зйомки кліпу пройшли з 19 по 21 квітня в Києві. Кліп вийшов на екрани в кінці травня.                                                                                                 |
| 2014 | Прощаю                            | Сергій Ткаченко                     | Вийшов на екрани в 2014 році. |
| 2015 | Там далеко                        | Сергій Ткаченко                     | Зйомки пройшли в кінці січня 2015 року. |
| 2015 | Я все пам'ятаю (ft. В. Пресняков) | Алан Бадоєв                         | Кліп вийшов на екрани в жовтні 2015 року. |
| 2016 | Дихай (ft. В. Пресняков)          | Сергій Ткаченко                     | Кліп вийшов на екрани в жовтні 2016 року. |
| 2017 | Маму я не обману                  | Кирило Ганцев                       | Кліп знімали 10 травня 2017 року однією з веж «Москва-Сіті». На екрани вийшов 30 травня.                                                                                              |
| 2017 | Ні багато ні мало                 | Дмитро Голубєв                      | Кліп знімали 20 жовтня 2017 року два етапи: частина була відзнята в Крилатському лісі в Москві, а інша — на студії. Реліз відеороботи відбувся 27 листопада 2017 року.                |
| 2018 | Проиграл                          | Олексій Голубєв                     | |

## Сингли
- 2003 — Unstoppable
- 2004 — Everybody Dance
- 2004 — Пізно
- 2005 — Nobody Hurt No One
- 2005 — Одна
- 2006 — Запали в небі вогонь
- 2007 — Жар-птиця
- 2008 — Ніхто і ніколи
- 2009 — Кохання-наркотик
- 2009 — Бути частиною твого (квартет)
- 2010 — Гордість
- 2011 — Дощ (із Володимиром Пресняковим)
- 2012 — Інтуїція
- 2012 — Зима
- 2013 — Новий світ (c DJ Smash!!)
- 2013 — КІЅЅлород (з Володимиром Пресняковим)
- 2013 — Прощаю
- 2014 — Там далеко
- 2015 — Я все пам'ятаю (з Володимиром Пресняковим)
- 2016 — Дихай (з Володимиром Пресняковим)
- 2017 — Маму я не обману
- 2017 — ні багато Ні мало
- 2017 — Землянин
- 2017 — Програв

## Галерея

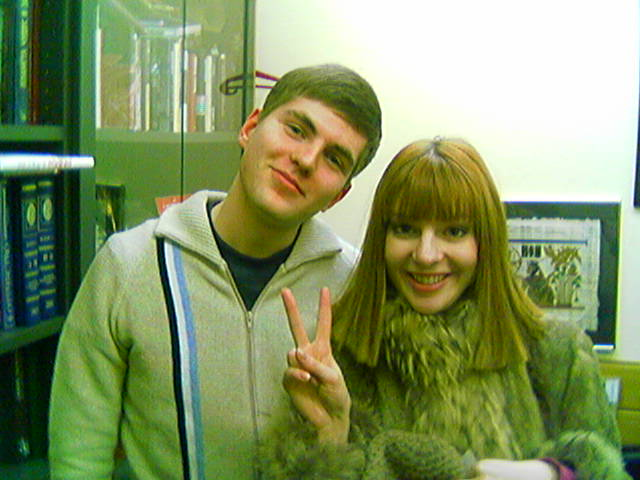
Дмитро Борисов (зліва) та Наталія Подольська (праворуч)